# Harry Stiff
Harold "Harry" Joseph Stiff (Egyesült Királyság, Suffolk, Sudbury, 1881. október 23. - Egyesült Királyság, Essex, Finchingfield, 1939. április 17.) olimpiai bajnok brit kötélhúzó.
Az első világháború utáni olimpián, az 1920. évi nyári olimpiai játékokon indult kötélhúzásban. A londoni városi rendőrség csapatában szerepelt. Rajtuk kívül még négy ország indult (amerikaiak, belgák, hollandok és az olaszok). A verseny Bergvall-rendszerben zajlott. A döntőben a hollandokat verték.